# Imposto ad valorem
O imposto ad valorem (expressão latina que significa "conforme o valor") é um tributo baseado em um percentual sobre o valor de um bem móvel ou imóvel. As razões pelas quais se aplica o ad valorem são variadas, podendo estar relacionadas ao imposto sobre a renda, sobre a venda, sobre o seguro de uma mercadoria etc.

## Transportes
No segmento de transportes, ad valorem é o valor agregado ao valor total do frete de uma mercadoria. Neste caso, o ad valorem baseia-se no valor da nota fiscal do produto ou produtos, ou seja, no valor total das mercadorias que não estão assegurada quando não está em tráfego. 
O ad valorem não elimina a necessidade de contratação de seguro, pois se refere apenas ao seguro de responsabilidade civil que a empresa de transporte é obrigada a contratar.
No Brasil, o ad valorem é fixado entre 0,03% e 0,40% do valor de total das mercadorias em moeda corrente (real).

## Factoring
O ad valorem também pode ser cobrado em operações de factoring. Neste caso ele incide sobre o valor de face do título, ou seja, independentemente do prazo do título comprado a factoring cobrará a taxa de ad valorem que será um percentual de valor do título.